# NGC 2129
NGC 2129 je mladá otevřená hvězdokupa v souhvězdí Blíženců. Od Země je vzdálená 4 900 až 7 200 světelných let
a leží v rameni Orionu.
Stáří hvězdokupy se odhaduje na pouhých 10 milionů let.
Tato hvězdokupa na obloze leží asi 2° jihozápadně od známé hvězdokupy Messier 35 u hranice se souhvězdím Býka. V triedru se ukáže jako mlhavá skvrna kolem dvojice hvězd s magnitudami 7,4 a 8,2. Hvězdokupa má poměrně málo členů, ale o něco větší dalekohled kolem této dvojice ukáže dalších několik desítek hvězd od 10. magnitudy rozmístěných na ploše s úhlovým rozměrem asi 7′.